# Glaridoglanis andersonii
Glaridoglanis andersonii är en fiskart som först beskrevs av Day, 1870.  Glaridoglanis andersonii ingår i släktet Glaridoglanis och familjen Sisoridae. IUCN kategoriserar arten globalt som otillräckligt studerad. Inga underarter finns listade i Catalogue of Life.